# Bernhard-Fest-Hütte
Die Bernhard-Fest-Hütte ist eine Schutzhütte der Kategorie I der Sektion Murau des Österreichischen Alpenvereins beim Frauenalpen-Gipfel in den Nockbergen. 

## Geschichte
Ursprünglich wurde auf dem Frauenalpen-Gipfel ein Unterstand errichtet, der im Ersten Weltkrieg als Flugabwehrunterkunft genutzt wurde. Dieser wurde dem Deutschen und Österreichischen Alpenverein zur Verfügung gestellt und von diesem der Sektion Murtal überlassen. 1923 wurde die Hütte durch die Sektion Murtal mit Unterstützung der Sektion Wanderfreunde hergerichtet und eröffnet.

## Zugänge
- Murau (829 m) über Weg 132 und Salzsteig-Weitwanderweg 09. Gehzeit: 3 Stunden
- Murauer Hütte (1583 m) über Weg 132 und 09. Gehzeit: 1 Stunde

## Touren
- Frauenalpegipfel 1997 m. Gehzeit: 5 Minuten
- Ackerlhöhe 2040 m. Gehzeit: 2 Stunden
- Prankerhöhe 2166 m. Gehzeit: 4 Stunden
- Kirbisch 2140 m. Gehzeit: 5 Stunden
- Ramingstein über Arnoweg 974 m. Gehzeit: 6 Stunden